# Água Levada (Mortágua)
Água Levada é um lugar da frequesia de Espinho (Mortágua), concelho de Mortágua. Tem cerca de 1 habitante.

## História
Existe um miliário com encontrado nesta localidade o que indica que, por ela passava a estrada romana Via Araocelum ad civitas Bobadela. Este marco, encontra-se actualmente no Museu Grão Vasco.

## Toponímia
Água Levada remete-nos para a existência de uma ribeira.